# Nina Nesbitt
Nina Lindberg Nesbitt (Edimburgo, 11 luglio 1994) è una cantautrice, musicista e polistrumentista britannica.
È diventata nota grazie al suo singolo Stay Out, che ha raggiunto la posizione 21 nell'Official Singles Chart nell'aprile 2013.

## Biografia

### Esordi e formazione
Nata nel 1994 a Livingstone (Edimburgo) da padre scozzese e madre svedese, Nina Nesbitt compì gli studi superiori presso la Balerno Community High School, poi abbandonata per intraprendere la sua carriera musicale.
I suoi genitori si sono separati quando Nina aveva l'età di 7 anni.
Ha cominciato a cantare all'età di 12 anni. Registrava cover nella sua stanza e componeva canzoni, successivamente le caricava nel suo canale di YouTube. Suona più strumenti: chitarra, pianoforte, flauto e batteria.
Da piccola, si divertiva a partecipare a competizioni locali di ginnastica ritmica con la scuola. Prima di incontrare Ed Sheeran era una modella.
Dopo aver incontrato Ed Sheeran, che l'ha poi portata nel suo tour europeo del 2012, la carriera di Nina è decollata. Inoltre, ha anche supportato Example dopo che quest'ultimo ha sentito la sua cover di Stay Awake. Appare anche nel video musicale Drunk di Ed Sheeran.

### 2012–13:The Apple Tree,Boy,Stay OuteWay In The World.
Il suo primo EP Live Take è stato pubblicato il 5 dicembre 2011. 
Il suo secondo EP The Apple Tree è stato pubblicato nell'Aprile 2012. Ha raggiunto la posizione no numero 6 di iTunes e no numero 1 nella classifica singer/songwriter di iTunes, grazie all'airplay di BBC RADIO 1.
Il suo terzo EP è Boy pubblicato il 6 dicembre 2012. Il 9 ottobre 2012 ha dato inizio al suo Tour che è cominciato in Scozia e finito in Inghilterra il 18 ottobre 2012.
Successivamente pubblica il suo quarto EP, Stay Out l'8 aprile 2013.
Il suo quinto EP è Way In The World pubblicato il 21 luglio 2013. La canzone con lo stesso nome dell'EP è diventata poi singolo, il cui video è uscito il 12 giugno 2013.
Il 6 settembre del 2013 Nina ha cantato Flower of Scotland all'Hampden Park, quando la Scozia ha affrontato il Belgio per il World Cup Qualifier.
Nel novembre 2013, Nina ha annunciato ai suoi fan che il suo album di debutto, Peroxide sarebbe stato pubblicato il 17 febbraio 2014.
Il primo singolo estratto dall'album è Selfies. Il singolo ha raggiunto la posizione nº40 nell'UK singles chart.

### 2014–18:Chewing Gum,Life in Coloure l'abbandono della casa discografica
Il 10 Gennaio 2016 pubblica il singolo Chewing Gum. In seguito inizia il progetto Songs I Wrote for You, dove i fans le mandano storie sulla loro vita e lei le trasforma in canzoni. Da questo progetto nasce Life in Colour, EP che contiene cinque canzoni dedicate ai suoi fans.
Nel maggio 2016 annuncia di aver lasciato la Island Records. Così comincia a scrivere canzoni per altri artisti nel suo studio personale Niightwatch, diventando così un'artista indipendente. A Novembre 2016 firma un contratto con la casa discografica "Cookin Vinyl".

### 2017- 2019:The Sun Will Come Up the Seasons Will Change
Il 14 luglio 2017 Nina pubblica il suo nuovo singolo The Moments I'm Missing, seguito tra il 2017 e il 2018 da The Best You Had, Somebody Special, Loyal to Me e Colder ultimo singolo a precedere l'uscita del nuovo album The Sun Will Come Up, the Seasons Will Change prevista per il 1 febbraio 2019. The Best You Had raggiunge e supera i 30 milioni di ascolti su Spotify diventando il singolo più ascoltato di sempre di Nina. La canzone The Sun Will Come Up, the Seasons Will Change viene inoltre rilasciata a maggio 2017 e figura nella serie tv Life Sentence.
Nel maggio 2019, Nina Nesbitt viene annunciata come opener del tour di Jess Glynne Always In Between Tour. Nel 2020, Nina Nesbitt si dedica a varie collaborazioni: duetta con Gabrielle Aplin nel brano Miss You 2, nuova versione della canzone da solista della Aplin Miss You, e presta la sua voce ai singoli di alcuni DJ produttori quali Deacon (Long Run), NODT (Cry Dancing) e R3hab (Family Values). Nel 2022 pubblica il singolo When You Loose Someone.

### 2022:Älskar
Nel settembre 2022 pubblica il suo terzo album in studio Älskar

## Discografia

### Album in studio
- 2014 - Peroxide
- 2019 - The Sun Will Come Up, the Seasons Will Change
- 2022 - Älskar

### EP
- 2011 - Live Take
- 2012 - The Apple Tree
- 2012 - Boy
- 2013 - Stay Out
- 2013 - Way in the World
- 2016 - Modern Love
- 2016 - Life in Colour

### Singoli
- 2012 - Boy
- 2013 - Stay Out
- 2013 - Way in the World
- 2014 - Don't Stop (cover dei Fleetwood Mac)
- 2014 - Selfies
- 2016 - Chewing Gum
- 2017 - The moments I'm missing
- 2017 - The Best You Had
- 2018 - Somebody Special
- 2018 - Loyal to Me
- 2018 - Colder
- 2019 - Is It Really Me You're Missing?
- 2019 - Love Letter
- 2019 - Afterhours (con Teamwork e AJ Mitchell)
- 2019 - Without You (con John Newman)
- 2019 - Black & Blue
- 2019 - Toxic (cover Britney Spears)
- 2019 - Last December (Christmas Version)